# 约翰·林德利
约翰·林德利（英語：John Lindley，1799年2月8日—1865年11月1日）是一名英国植物学家。

## 生平
林德利在诺维奇接受教育，1820年时写出第一本专著《Monographia Rosarum》，不久以后赴伦敦参与植物大百科全书的撰写。1829年全书完成后，林德利成为安东尼·劳伦·德·朱西厄的追随者之一，认为他的分类法显然要比林奈的分类法更为自然。同年，林德利被任命为伦敦大学学院植物学系的主席，此后他一直把持这一职位直到1860年。